# Beast (film fra 2009)
 For alternative betydninger, se Beast. (Se også artikler, som begynder med Beast)
Beast er en dansk kortfilm fra 2009 instrueret af Lars Pedersen Arendt.

## Handling
De lyver om det. At far slår mor. Men 10 årige Benjamin er træt af løgnene. Han tager farens kæreste eje, den søde lille hundehvalp, Kenzo, som gidsel og presser far til at undskylde overfor mor. Desværre, for dem begge, er far ikke den der undskylder.

## Medvirkende
- Anne Louise Hassing
- Lars Bom
- Frederik Tingsø